# Ubangi Południowe
Ubangi Południowe (fr. Sud-Ubangi) - planowana prowincja w Demokratycznej Republice Konga, która ma powstać na mocy konstytucji przyjętej w 2006 roku; obecnie w granicach Prowincji Równikowej. Stolicą prowincji ma być Gemena.